# Workfront
Workfront, pierwotnie pod firmą AtTask – przedsiębiorstwo założone w 2001 przez Scotta Johnsona oraz małą grupę przedsiębiorców skupionych wokół idei, aby stworzyć oprogramowanie pozwalające na sprawne zarządzanie projektami, pracą oraz związaną z nią komunikacją. Początkowo przedsiębiorstwo miało charakter startupu oraz nie przynosiło zysków mogących pokryć koszty jego działalności, przez co jego założyciel przez pewien czas finansował ją ze środków pozyskanych z kredytu zaciągniętego pod zastaw własnego domu.
Po trudnym początku system Workfront powoli zaczął zdobywać rynek, a przedsiębiorstwo zaliczyło rok 2006 do udanych. Mimo tego, Johnson w dalszym ciągu nie był zadowolony z systemu, przez co w latach 2003–2006 został on napisany od nowa. Przez kolejną dekadę przedsiębiorstwo Workfront stało się jednym z czołowych dostawców oprogramowania do zarządzania pracą i projektami, zatrudniając obecnie około 500 pracowników.
W 2015 przedsiębiorstwo zmieniło firmę z dotychczasowej AtTask na Workfront.

## Oprogramowanie
Workfront (poprzednio jako AtTask) to oprogramowanie, służące do zarządzania projektami oraz pracą grupową, a także przedsiębiorstwo – producent tego oprogramowania, z siedzibą w Lehi w stanie Utah.
System Workfront umożliwia m.in.:
Zarządzanie projektami: Workfront pozwala kierownikom projektów na zarządzanie poszczególnymi projektami, tworzenie list projektów, określanie i przypisywanie zasobów. System umożliwia podgląd szczegółowych informacji odnoszących się do każdego projektu, takich jak m.in. budżet, role członków zespołu oraz zadania, nad którymi pracują.
Zarządzanie zasobami: Workfront umożliwia podgląd i zarządzanie zarówno zasobami dostępnymi, jak również tymi, które są przypisane do realizowanych zadań. System dodatkowo umożliwia tworzenie predefiniowanych wykresów i zestawień, które stanowią ułatwienie dla osób odpowiedzialnych za zarządzanie zasobami.
Zarządzanie portfelem projektów: system wspiera zarządzanie portfelem projektów. Każdy członek zespołu posiada własny portfel projektów, zaś manager dysponuje możliwością wglądu we wszystkie portfele, zyskując informacje o statusie wszystkich realizowanych projektów. System wspiera wymianę informacji również przez wsparcie funkcjonalności wymiany dokumentów.
Zarządzanie zadaniami: Workfront pozwala na zachowanie kontroli nad zadaniami, co obejmuje również możliwość przyporządkowania odpowiednich zasobów do każdego z nich, a także śledzenie czasu przeznaczonego na ich realizację.
Zarządzanie kolejkowaniem: System Workfront umożliwia kolejkowanie zadań, umożliwiając ich tworzenie, dodawanie zasobów oraz wymianę informacji w ramach jednej platformy społecznościowej.
Zarządzanie czasem: Workfront posiada funkcjonalności pozwalające na tworzenie wspólnych kalendarzy i harmonogramów. Pozwala to na synchronizację czasu potrzebnego na wykonanie zadań, jak również wspiera rozliczanie klientów.

## Nagrody i wyróżenienia
- System Workfront jest liderem zestawienia 2014 Magic Quadrant for Cloud-Based IT Project and Portfolio Management Services, przygotowanego przez przedsiębiorstwo Gartner Inc.; Pozycję tę system utrzymuje trzeci rok z rzędu[1].
- przedsiębiorstwo Workfront zostało umieszczone na 89. pozycji w zestawieniu najbardziej obiecujących amerykańskich przedsiębiorstw, sporządzonym przez magazyn Forbs w 2014[1]
- przedsiębiorstwo Workfront zostało sklasyfikowane na 348. miejscu w zestawieniu Deloitte’s Technology Fast 500™[7]
- System Workfront został sklasyfikowany jako Champion w zestawieniu Info-Tech Vendor Landscape[8]
- System Workfront jest zdobywcą nagrody THINKstrategies Best of SaaS Showplace (BoSS)[9]
- przedsiębiorstwo Workfront została umieszczona w zestawieniu Magic Quadrant for Marketing Resource Management przygotowanym przez przedsiębiorstwo Gartner, Inc.[10]
- przedsiębiorstwo Workfront została sklasyfikowana na 24 miejscu w rankingu najlepszych przedsiębiorstw Utah Business Magazine’s Fast 50[11]
- przedsiębiorstwo Workfront została sklasyfikowana na 51 miejscu w rankingu MountainWest Capital Network’s Utah 100[12]